# Cytopyge

Schema, das ein Pantoffeltierchen als typischen Vertreter der Wimpertierchen darstellt. Legende: 1 – kontraktile Vakuole, 2 – radiale Kanäle, 3 – Nahrungsvakuole, 4 – Makronukleus, 5 – Mikronukleus, 6 – vibrierende Wimpern, 7 – Mundfeld, 8 – Cytopharynx, 9 – Cytostom, 10 – Cytopyge.

Die Cytopyge, auch Zellafter, ist ein Ort in der Zellmembran vieler einzelliger Organismen, über den Reststoffe (bsp. durch Residualkörper) ausgeschieden aus der Zelle durch Exocytose nach außen abgegeben werden. Auch Giftstoffe können mit ihrer Hilfe ausgeschieden werden.
Eine Cytopyge findet sich vor allem bei Einzellern mit einer verhärteten Zellrinde (Pellicula), besonders Wimpertierchen (Ciliophora). Die Cytopyge stellt dabei den Endpunkt der Cyclose dar, eines festgelegten Weges einer Nahrungsvakuole durch das Plasma vom Zellmund (Cytostom) bis zum Zellafter (Cytopyge).